# Suðurnesjabær
 Suðurnesjabær é um novo município na Islândia. Foi criado em 2018 a partir da fusão dos municípios de Sandgerði e Garður. Em 2018 a população era de cerca de 3 588 habitantes.